# 3518 Florena
3518 Florena је астероид главног астероидног појаса са средњом удаљеношћу од Сунца која износи 2,675 астрономских јединица (АЈ).
Апсолутна магнитуда астероида је 12,4.